# NGC 4336
NGC 4336 је спирална галаксија у сазвежђу Береникина коса која се налази на NGC листи објеката дубоког неба.
Деклинација објекта је + 19° 25' 37" а ректасцензија 12h 23m 29,7s. Привидна величина (магнитуда) објекта NGC 4336 износи 12,7 а фотографска магнитуда 13,6. NGC 4336 је још познат и под ознакама IC 3254, UGC 7462, MCG 3-32-20, CGCG 99-35, PGC 40231.